# Rusa IV
Rusa IV ou Rousa IV est roi de l'Urartu en 590 av. J.-C. Il est le fils et successeur de Rusa III.
Dernier roi de l'Urartu, il voit son royaume affaibli par les Mèdes et les Scythes et finalement complètement détruit par les armées Mèdes de Cyaxare en 590.